# Полосатые кускусы
Полосатые кускусы, или полосатые поссумы (лат. Dactylopsila), — род сумчатых семейства сумчатых летяг (Petauridae).

## Виды и распространение
В составе рода выделяются 6 видов, которые разделены на 2 подрода:
- Подрод Dactylopsila (Gray, 1858):
  - Dactylopsila kambuayai. Первоначально был описан по субфоссильным остаткам, но в 2015 году зоологи сообщили об обнаружении живых экземпляров в пещере Криа (Kria Cave) на полуострове Чендравасих (Индонезия). В настоящее время вид почти не изучен[3].
  - Большехвостый кускус (Dactylopsila megalura). Обитает в высокогорных районах (1000—2300 м) острова Новая Гвинея на территории Индонезии и Папуа — Новой Гвинеи. Встречается в первичных горных туманных лесах[4].
  - Кускус Тейта (Dactylopsila tatei). Является эндемиком острова Фергуссон в составе островов Д'Антркасто (Папуа — Новая Гвинея). Обитают в высокогорных (600—1000 м) туманных лесах в западной части острова[5].
  - Полосатый кускус (Dactylopsila trivergata). Широко распространён на индонезийских островах Япен, Ваигео и Ару, на большей территории острова Новая Гвинея (Индонезия и Папуа — Новая Гвинея), в австралийском штате Квинсленд от горы Спек у города Таунсвилл до горного хребта Айрон-Рейндж[6].
- Подрод Dactylonax (Thomas, 1910):
  - Малый полосатый кускус (Dactylopsila palpator). Широко распространён на полуострове Фогелькоп (Индонезия), в центральной части острова Новая Гвинея (Индонезия и Папуа — Новая Гвинея) и на полуострове Юон (Папуа — Новая Гвинея). Обитает в высокогорных (850—3050 м) туманных лесах[7].

Некоторые специалисты выделяют малого кускуса в отдельный род.

## Внешний вид
Размеры варьируют от небольшого до среднего. Внешне похожи на белок. Длина тела колеблется от 170 до 320 мм, хвоста — от 164 до 400 мм.
Уши средние, треугольные. Хвост длинный, густо покрыт волосами (исключение — хватательная концевая нижняя поверхность). У большого кускуса мех белый или грязно-серый с 3 чёрными продольными полосами. На подбородке большое чёрное пятно. Малый кускус покрыт серо-бурым мехом с 3 бурыми продольными полосами, но без пятна на подбородке.

## Образ жизни
Ведут древесный образ жизни. Активность приходится на ночь. Днём прячутся в своих гнёздах, которые устраивают в дуплах. Малый кускус хуже всех в роде приспособлен к лазанию по деревьям, поэтому значительную часть своего времени проводит на земле у корней деревьев. Питаются в основном личинками насекомых, хотя в их рацион также входят различные фрукты и листья.

## Размножение
Самки имеют хорошо развитую сумку и два соска. Размножаются круглый год. В потомстве, как правило, один детёныш (очень редко два).